# Chanuwa
Chanuwa (nep. चानुवा) – gaun wikas samiti we wschodniej części Nepalu w strefie Kośi w dystrykcie Dhankuta. Według nepalskiego spisu powszechnego z 2001 roku liczył on 723 gospodarstw domowych i 4028 mieszkańców (2087 kobiet i 1941 mężczyzn).